# Sjögårdssjön (Ljungsarps socken, Västergötland)
Sjögårdssjön är en sjö i Tranemo kommun i Västergötland och ingår i Nissans huvudavrinningsområde.